# Поджодомо
Поджодо́мо (итал. Poggiodomo) — коммуна в Италии, расположена в области Умбрия, в провинции Перуджа.
Население коммуны составляет 135 человек (2012 г.), плотность населения составляет 4 чел./км². Занимает площадь 40.01 км². 
Почтовый индекс — 06040. Телефонный код — 0743.
Святыми покровителями населённого пункта почитаются святые Антоний Падуанский, Пётр и Карло Борромео.

## Демография
Динамика населения:

## Администрация коммуны
- Официальный сайт: http://www.comune.poggiodomo.pg.it